# Marijan Mareković
General pukovnik Marijan Mareković (Sesvetski Kraljevec, 6. listopada 1959.), hrvatski general.
Bio je ratni zapovjednik Tigrova, zamjenik načelnika Glavnog stožera OSRH-a, zapovjednik Zbornog područja Zagreb, a potom i 1. korpusa. Obnašao je i dužnost pomoćnika ministra za personalno upravljanje, a prije dolaska na čelo Inspektorata obrane bio je zapovjednik Hrvatske kopnene vojske. Godine 2012. magistrirao je na zagrebačkom Ekonomskom fakultetu.

## Djela
- Hrvatska vojska u eri globalizacije politike (2003.), suautor[2]
- Dvadeset proljeća Roda (2011.), suautor[3]
- Promjene u organizacijskoj strukturi OS RH nakon ulaska u NATO (2012.), magistarski rad[4]

## Vanjske poveznice
- General Marijan Mareković: Kako smo oslobađali zapadnu Slavoniju, akademija-art.hr (Internet Archive)
- Đuro Škvorc, Okrugli stol: Oslobađanje križevačke vojarne i križevačke ratne postrojbe, Cris 1/2011. (HAW)

| Prethodnik: | Zapovjednik Hrvatske kopnene vojske (2002. – 2007.) | Nasljednik:    |
| —           | Zapovjednik Hrvatske kopnene vojske (2002. – 2007.) | Mladen Kruljac |